# 李依依
李依依（1933年10月10日—），女，生于北京，原籍江苏苏州，中国冶金与金属材料科学家。

## 生平
生于北京。原籍江苏苏州。1957年毕业于北京钢铁工业学院冶金系。1999年当选为第三世界科学院院士。中国科学院金属研究所研究员，1990－1998年任该所所长。1993年当选为中国科学院院士。2001年6月，中国科学技术协会第六次全国代表大会召开，并选举其出任第六届全国委员会常务委员。